# Aongstroemia paraguensis
Aongstroemia paraguensis là một loài rêu trong họ Dicranaceae. Loài này được Besch. Müll. Hal. mô tả khoa học đầu tiên năm 1900.